# Софі Шолль
Софія Магдалена Шолль (9 травня 1921 — 22 лютого 1943) — німецька студентка й антинацистська політична діячка, активна учасниця групи ненасильницького Руху Опору «Біла Троянда» в нацистській Німеччині.
Засуджена за державну зраду після того, як її та її брата Ганса спіймали на поширенні антивоєнних листівок у Мюнхенському університеті (LMU). Як наслідок, їх обох було страчено на гільйотині. З 1970-х років Шолль активно вшановують за її роботу в антинацистському опорі.

## Раннє життя та активізм

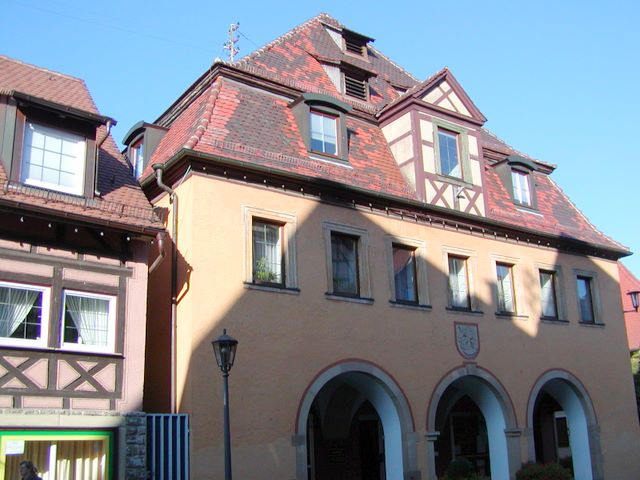
Ратуша в Форхтенберзі, місце народження Софі Шолль

Шолль народилася четвертою з шести дітей у сім'ї Магдалени (Мюллер) і ліберального політика й затятого критика нацизму Роберта Шолля, який на момент народження доньки був мером міста Форхтенберг-на-Кохері на півночі землі Баден-Вюртемберг. Мала братів та сестер: Інге Айхер-Шолль (1917—1998), Ганс Шолль (1918—1943), Елізабет Хартнагель-Шолль (1920 р.), Вернер Шолль (1922—1944, зниклий безвісти і визнаний загиблим у червні 1944 року), Тільда Шолль (1925—1926).
Виховувалася в лютеранській церкві. Пішла в школу в семирічному віці, навчалася легко і мала безтурботне дитинство. У 1930 році сім'я переїхала у Людвігсбург, а через два роки в Ульм, де її батько мав офіс з бізнес-консультування.
У 1932 році Шолль стала відвідувати середню школу для дівчаток. У 12 років вирішила вступити у Союз німецьких дівчат, як і більшість її однокласниць. Її ентузіазм згодом поступився місцем критиці. Шолль знала про опозиційні погляди батька, друзів і деяких вчителів. Навіть її брат Ганс, який колись активно брав участь в Гітлер'югенді, повністю розчарувався в нацистській партії. Політичні погляди стали важливим критерієм у виборі друзів. Арешт її братів і друзів у 1937 році за участь у Німецькому молодіжному русі справив на Шолль сильне враження.
Софія Шолль мала талант до малювання і живопису, цікавилась дегенеративними художниками. Будучи завзятою читачкою, розвинула інтерес до філософії і теології. Проте навесні 1940 року заледве закінчила середню школу, втративши всяке бажання брати участь у заняттях, де часто викладалася нацистська доктрина.
Через любов до дітей стала вихователькою дитячого садка Інституту Фребеля в Ульмі. Також обрала цю роботу, сподіваючись, що вона буде визнаватися як альтернатива службі в Reichsarbeitsdienst (Служба праці Рейху), що була обов'язковою умовою для вступу в університет. Це не спрацювало, і навесні 1941 року Шолль почала шестимісячне перебування в допоміжній військовій службі як вихователька дитячого садка Блумбергу. Подібний до військового режим роботи в Службі праці змусив її добре осмислити політичну ситуацію, а також почати практикувати пасивний опір.
Після шести місяців у Службі праці Рейху, у травні 1942 року Софія Шолль вступила в Мюнхенський університет на факультети біології та філософії.[джерело?] Її брат Ганс, який вивчав там медицину, познайомив її зі своїми друзями. Хоча згодом ця група стала відома своїми політичними поглядами, спочатку їх об'єднувала любов до мистецтва, музики, літератури, філософії і теології.
У Мюнхені Шолль зустрілася з рядом художників, письменників і філософів, зокрема Карлом Мутом і Теодором Геккером, які стали важливими для неї знайомими. Найбільше вони обмірковували питання, як індивід має поводитися в умовах диктатури. Під час літніх канікул в 1942 році Шолль довелося відбувати військову службу на металургійному заводі в Ульмі. У той же час її батько відбував термін у в'язниці за те, що зробив критичне зауваження співробітникові про Гітлера.

## Діяльність Білої Троянди
Софія Шолль дізналася про памфлети Білої Троянди, коли знайшла їх у своєму університеті. Зрозумівши, що її брат допомагав його писати, Шолль сама почала працювати у Білій Троянді.
Шість основних учасників Білої Троянди створили і розповсюдили влітку 1942 року ще три памфлети.
До основного складу групи спочатку входили Ганс Шолль, Віллі Граф і Крістоф Пробст. Спочатку її брат хотів залишити Шолль в незнанні про їхню діяльність, але після приєднання вона стала корисною для групи, оскільки було значно менше шансів, що її як жінку буде випадково перевіряти СС. Група заохочувала німців пасивно протистояти нацистському уряду. В листівках використовувалися і біблійні, і філософські аргументи на користь опору. Окрім участі в написанні, Шолль допомагала копіювати, розповсюджувати і надсилати поштою памфлети, а також вела фінанси групи.

Її та інших учасників Білої Троянди було заарештовано за поширення шостої листівки в Мюнхенському університеті 18 лютого 1943 року. 22 лютого 1943 року в народному суді перед суддею Роландом Фрайслером Софія Шолль сказала такі слова:
Врешті-решт, хтось мав почати. У те, що ми писали і говорили, вірили багато інших людей. Просто вони не наважувалися висловити свої думки так, як це робили ми.
Ніяких показів підсудних не було дозволено; це був увесь їхній захист.

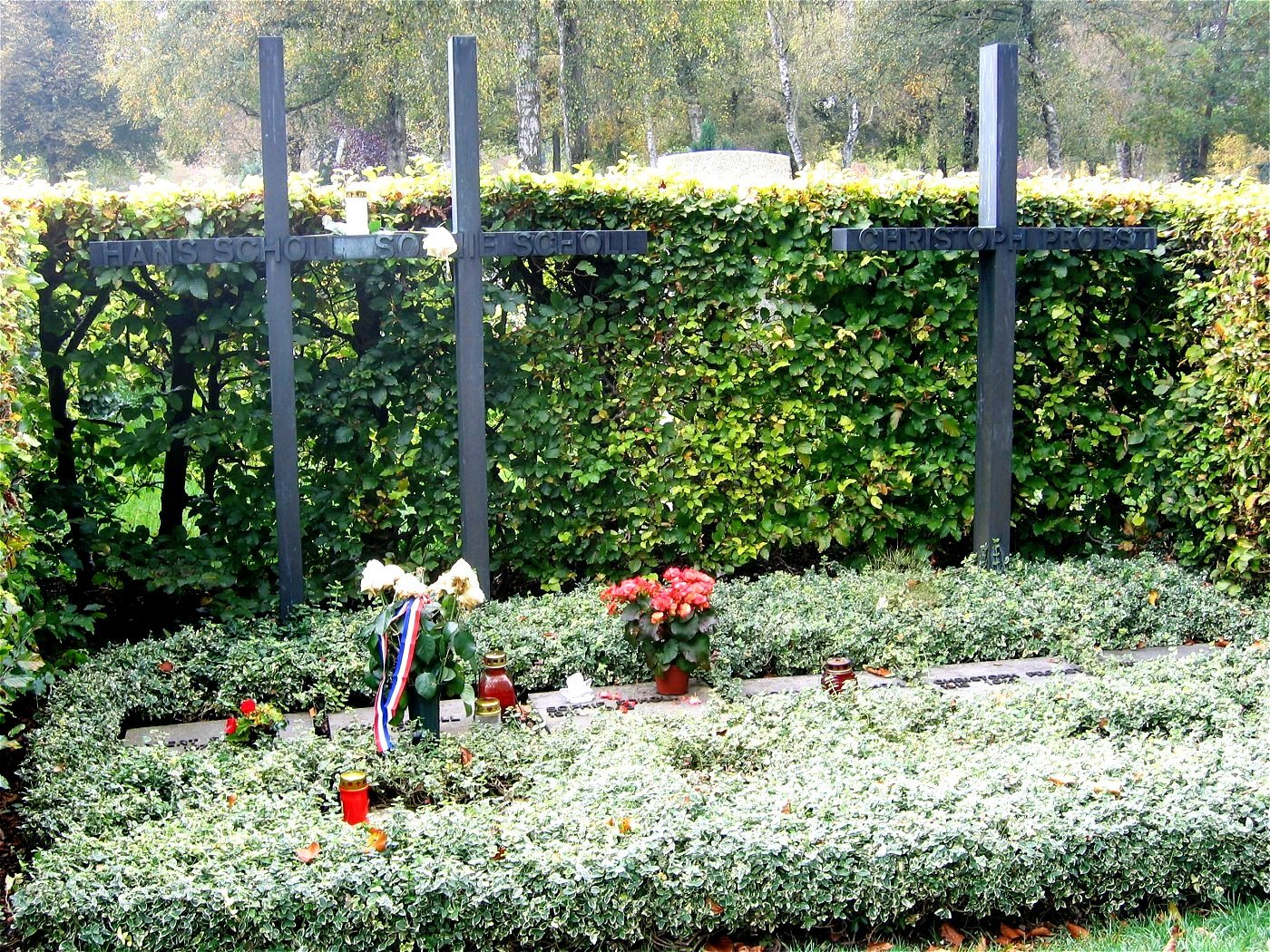
Могила Ганса Шолля, Софі Шолль і Крістофа Пробста на цвинтарі Перлахер поряд з в'язницею Штадельгайм у Мюнхені

22 лютого 1943 року Шолль, її брат і їхній друг Крістоф Пробст були визнані винними в зраді і засуджені до смерті. Всі вони були обезголовлені на гільйотині катом Йоганном Райхгартом у мюнхенській в'язниці Штадельгайм лише кількома годинами пізніше, о 17:00. Виконанням вироку керував Вальтер Ремер, голова Мюнхенського окружного суду. Тюремні чиновники, пізніше описуючи цю сцену, відзначили хоробрість, з якою 21-річна Софі Шолль ішла на страту. Її останніми словами були:
Як можна очікувати, що переможе справедливість, якщо ніхто не хоче пожертвувати собою на благо справедливості? Такий гарний сонячний день, і мені треба піти, але що означає моя смерть, якщо завдяки нам прокинуться і повстануть до дії тисячі людей?
Її коханий і соратник Фріц Гартнагель пішов на фронт у травні 1942 року і був евакуйований зі Сталінграда в січні 1943 року, але не повернувся в Третій Рейх до страти Шолль. У жовтні 1945 року він одружився з її сестрою Елізабет.

## Вплив
Після смерті Софі Шолль копію шостої листівки таємно вивіз з Третього Рейху через Скандинавію до Великої Британії німецький юрист Гельмут Джеймс граф фон Мольтке, де її використовували союзні війська. В середині 1943 року вони скинули над Третім Рейхом мільйони копій пропагандистської листівки, що нині відома під назвою «Маніфест студентів Мюнхена».
В історичному контексті спадщина Білої Троянди має значення для багатьох дослідників, як демонстрація зразкової духовної хоробрості й як добре задокументований випадок соціального інакомислення в суспільстві жорстоких репресій, цензури і конформістського тиску.
Драматургиня Ліліан Ґаррет-Ґроуґ зазначила в «Newsday» 22 лютого 1993 року, що «це, можливо, найбільш захопливий момент опору в XX столітті, який я можу назвати… Той факт, що п'ятеро малих дітей, у пащі вовка, де це дійсно має значення, мали величезну хоробрість, щоб робити те, що вони зробили, мене просто вражає».
У тому ж номері Newsday історик голокосту Джуд Ньюборн зазначає, що «ефект від такого роду опору насправді не можна виміряти, порівняно з підриванням n мостів чи поваленням режиму… Біла Троянда дійсно має більше символічне значення, але це дуже важливе значення».
Ельза Гебель була в одній камері з Софі Шолль і записала її останні слова.

## Пам'ять

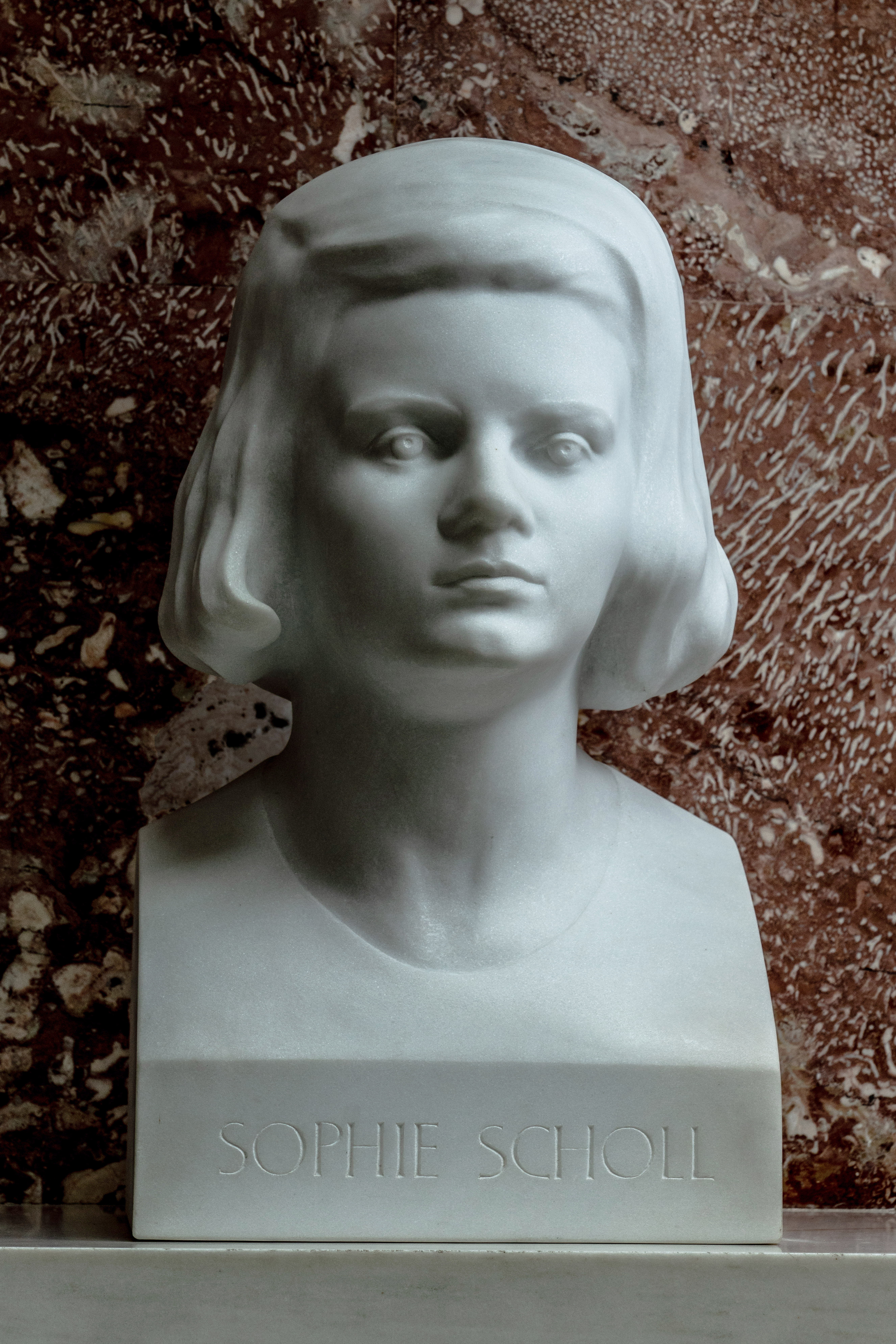
Бюст Софі Шолль

З 1980 року присуджується шорічна Премія Ганса і Софі Шолль, заснована баварськими книгарями та містом Мюнхен.
22 лютого 2003 року бюст Софі Шолль встановлено урядом Баварії в меморіалі Валгалла.
Інститут політичних наук імені брата і сестри Шолль в Мюнхенському університеті названо на честь Софі Шолль і Ганса.
Багато місцевих шкіл, а також безліч вулиць і площ в Німеччині названі на честь Софі Шолль і її брата.
У 2003 році телекомпанія ZDF провела конкурс Unsere Besten, це обирався десяток найбільш важливих німців всіх часів. Софі й Ганс Шолль опинилися на четвертому місці, вище за Баха, Гете, Гутенберга, Бісмарка, Віллі Брандта й Альберта Ейнштейна; а якби враховувалися лише голоси молодих глядачів, вони були б на першому місці. За кілька років до того читачки німецького журналу для жінок Brigitte назвали Софі Шоль «найвизначнішою жінкою XX століття».
9 травня 2014 року Google зобразив Шолль на дудлі з нагоди 93-го дня її народження.